# 吴聿
吳聿（?—?），字子書，南宋楚東人。
生卒年及生平皆不詳。僅知吳聿自署楚东人，但不知里邑為何。清初四庫館臣考定其爲南宋初人。家有聽雨軒。著有《觀林詩話》一卷，清初開四庫館，乃自天一閣影抄出。今有中华书局1983年排印《历代诗话续编》本。